# Menhirs de Kerscaven
Les menhirs de Kerscaven sont un groupe de deux menhirs situés sur la commune de Penmarch, dans le département du Finistère en France.

## Historique
Les deux menhirs sont mentionnés et décrits par plusieurs auteurs dès le début XIXe siècle, une première fois succinctement dès 1835 par le Chevalier de Fréminville puis plus longuement par Armand René du Châtellier. Le premier menhir, le plus au sud, est classé au titre des monuments historiques par liste de 1889 et par arrêté du 27 août 1931. Le second menhir est classé par arrêté du 30 juin 1921.

## Menhir sud

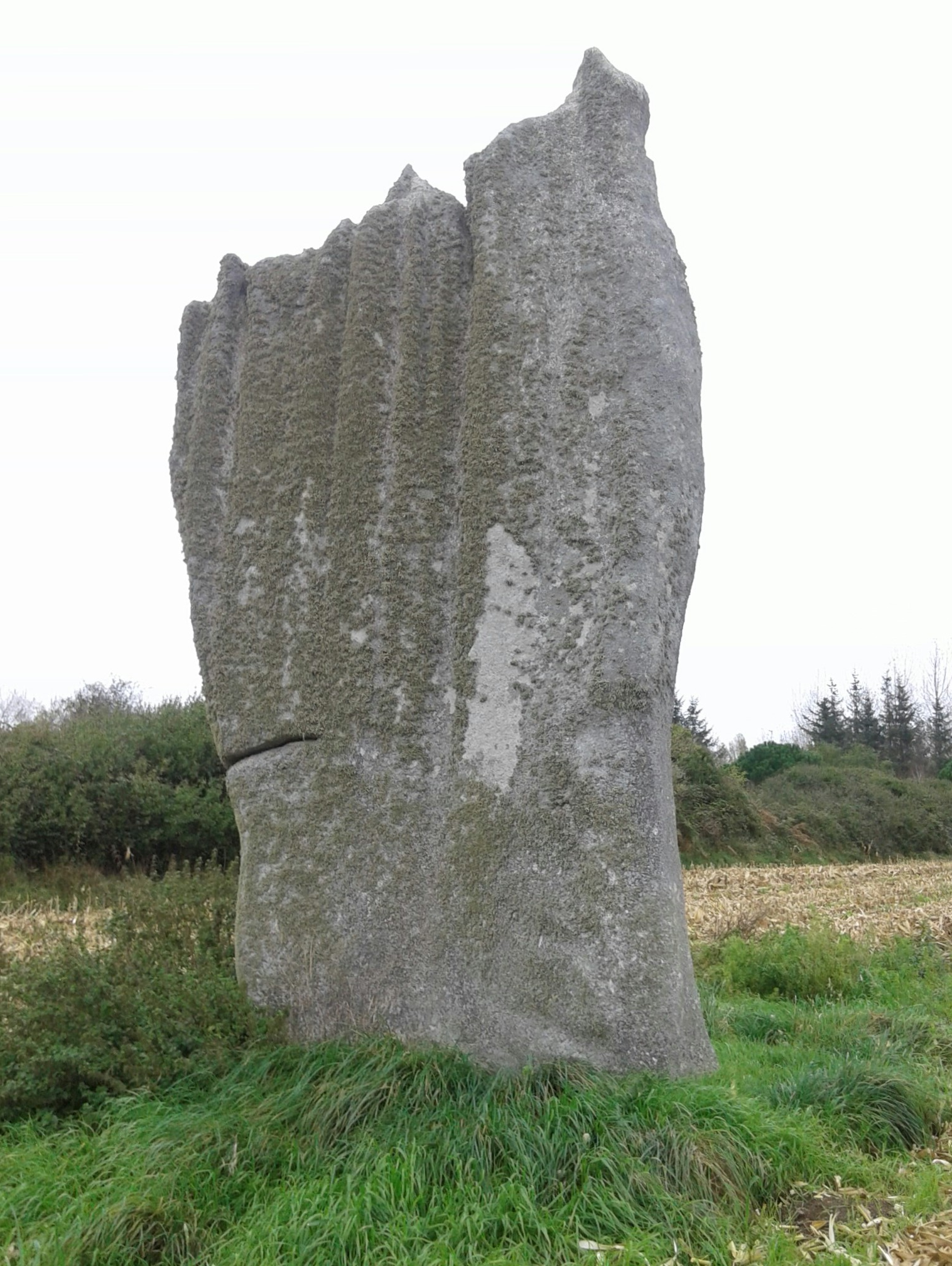
Menhir sud de Kerscaven.

Le menhir est un bloc de granite qui mesure 6 m hauteur,  pour 8,20 m de périmètre et une largeur moyenne de 3 m, sachant qu'il est bien plus large à son sommet qu'à sa base. Selon du Châtellier, qui en fouilla le pied, il ne serait enfoncé dans le sol que sur 1,10 à 1,20 m,. La surface dumenhir est creusée par plusieurs sillons d'érosion verticaux. Sa forme particulière lui aurait valu d'être surnommé "l'évêque». Lors de sa fouille au pied du monolithe, réalisée en 1876, du Châtellier n'y découvrit que la moitié d'une meule concave (0,50 m de diamètre) ayant servi à broyer des céréales, des éclats de silex, des tessons de poterie et des charbons de bois.

## Menhir nord
C'est un monumental bloc de granite. Il mesure 5,80 m de hauteur, 6,20 m de largeur et 1 m d'épaisseur. Paul du Châtellier pratiqua une fouille au pied du menhir lors de laquelle il recueillit trois tessons de poterie, plusieurs percuteurs et éclats de silex ainsi que de nombreux charbons de bois.
Sa forme imposante semi-circulaire lui aurait valu d'être surnommé « la Vierge ». Paul du Châtellier lui donne aussi le nom de menhir de Lestridiou.